# سیارک ۱۰۶۳۴
سیارک ۱۰۶۳۴ (به انگلیسی: 10634 Pepibican، نامگذاری:1998GM1) ده هزار و ششصد و سی و چهارمین سیارک کشف شده‌است که در ۸ آوریل ۱۹۹۸ کشف شد.
قدر مطلق سیارک برابر ۱۳٫۸۰ است.